# 伊萊莎·希特曼
伊萊莎·希特曼（英語：Eliza Hittman，1979年12月9日—）是美國電影導演。

## 生平
伊萊莎·希特曼出身於紐約布魯克林夫拉特布希的猶太家庭，她於印第安納大學取得劇場與戲劇學士，並在加州藝術學院獲得藝術創作碩士。
2013年，她完成首部劇情長片《感覺愛》，於日舞影展首映；2015年，她的第二部長片《浪蕩沙灘》於日舞影展獲得最佳導演獎，並獲選入該年盧卡諾影展國際競賽單元。
2020年，希特曼完成第三部長劇情片《從不，很少，有時，總是》於日舞影展世界首映，隨後於第70屆柏林影展正式競賽單元中獲得評審團大獎銀熊獎。

## 電影作品

### 劇情長片
- 2013年:《感覺愛》(It Felt Like Love)
- 2015年:《浪蕩沙灘》(Beach Rats)
- 2020年:《從不，很少，有時，總是》(Never Rarely Sometimes Always)

## 外部連結
- 伊萊莎·希特曼在互联网电影资料库（IMDb）上的資料（英文）